# Жилой дом компании «Пеликан»
Жилой дом компании «Пеликан» — четырёхэтажное здание в историческом центре города Выборга. Занимающий угловой участок на пересечении Ленинградского проспекта и Выборгской улицы многоквартирный дом в стиле северный модерн включён в перечень памятников архитектуры.

## История
По заказу акционерного общества «Пеликан» архитектором Б. Г. Сольбергом в 1906 году был разработан проект доходного дома в стиле северный модерн.
В декоративном оформлении оштукатуренного «под шубу» фасада здания, возведённого в 1907 году, обильно применялись архитектурные элементы, свойственные постройкам германских ганзейских городов: щипцы, эркеры и замысловатые растительные орнаменты. К удачным приёмам относится полуовальная форма окон первого этажа. Дом украшен небольшой фигуркой пеликана, восседающего в гнезде с двумя птенцами над замковым камнем арки, ведущей во двор (птичья символика получила дальнейшее развитие в фасадных барельефах соседнего дома компании «Альфа» и расположенного в другом конце города так называемого «дома с совами»). Также арка украшена символическими жезлами с шишками на концах и монограммами на геральдических щитах.
В ходе реконструкции здания, проведённой в 1924 году под руководством архитектора О.-И. Меурмана, декоративное убранство фасадов было упрощено: ступенчатые фронтоны над высокой крышей обрели чёткую треугольную форму, разобран маленький щипец, возвышавшийся над одним из эркеров, а башенка на фасаде, обращённом к проспекту, лишилась круглого купола со шпилем, равно как и угловая башенка, ставшая короче. Исчезли и некоторые другие элементы фасадного декора: такие, как кронштейны, поддерживавшие балконы и эркеры.
Жилой дом сравнительно мало пострадал в ходе советско-финских войн (1939—1944), однако интерьеры оказались в значительной степени утрачены вследствие перепланировок, связанных с приспособлением помещений под коммунальные квартиры в послевоенное время. Несмотря на это, сохранилось несколько изразцовых глазурованных печей с декором в стиле национального романтизма, относимых исследователями к памятникам декоративно-прикладного искусства и художественной промышленности.

## Изображения

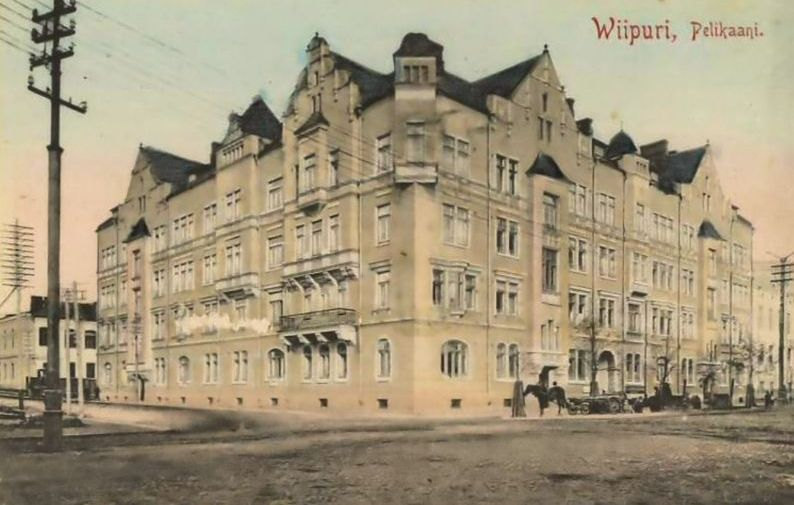
Дом на дореволюционной открытке
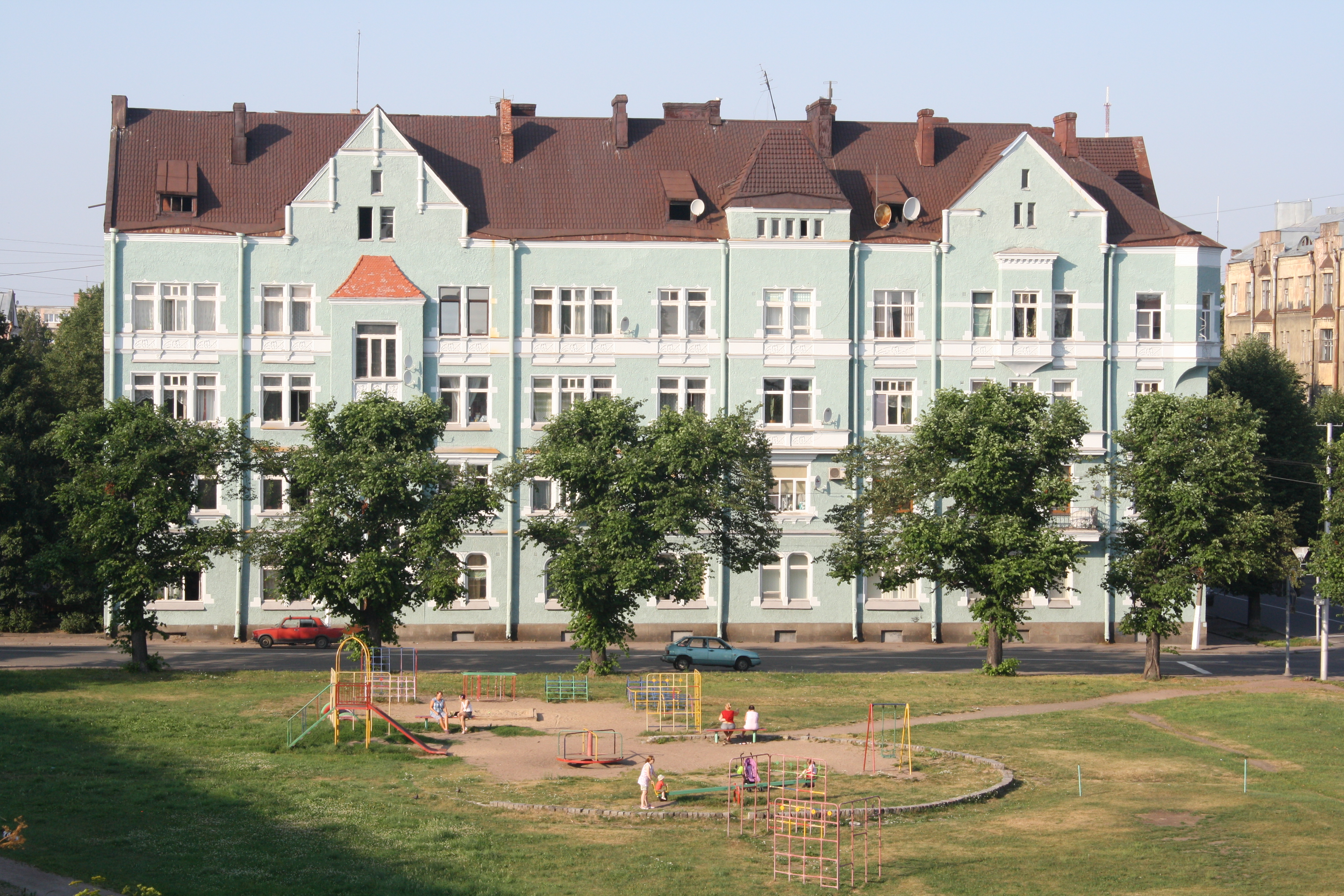
Фасад по Крепостной улице
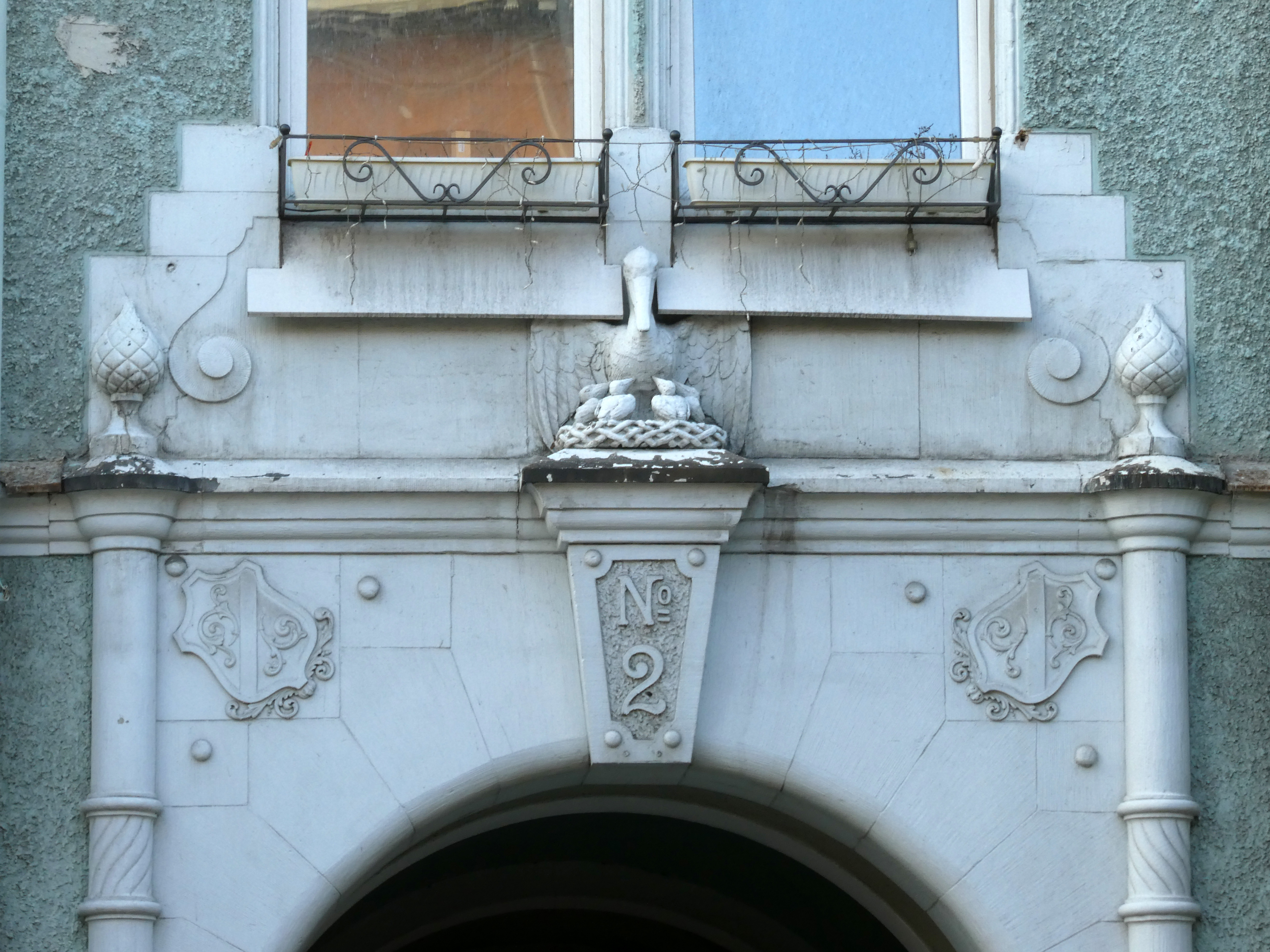
Фигурка пеликана на фасаде по Ленинградскому проспекту